# Tibetsko-burmanski narodi
Tibetsko-burmanski narodi, velika grana sinotibetskih ili kinesko-tibetskih naroda raširenih po velikim područjima Azije, poglavito na Tibetu, Burmi i dijelovima Kine i Indije, koji se služe jezicima istoimene jezične obitelji. Tibetsko-burmanski narodi zajedno s kineskim čine veliki sinotibetsku obitelj, a dalje se granaju na:
1. a) Bai ili Pai, Kina.
2. b) Himalajski narodi, brojna plemena Nepala, Butana i sjeverne Indije, jezično klasificirani u skupine a. Mahakiranti (s 51 jezik) s plemenima Kham, Magar, Chepang, Sunwari, Kiranti i Newari; b. Tibeto-Kanauri (93 jezika) i brojnim narodima i plemenima: Lepcha, Tibetanci, Dzala, Baima, zapadni Himalajci.
3. c) Jingphaw-Konyak-Bodo narodi, od Jingphaw, Konyak, Bodo, Kadu.
4. d) Kareni, Mianmar i Tajland. Obuhvaćaju Pwo, Sgaw, Pa'o, Zayein.
5. e) Kuki-Čin-Naga narodi, s Kuki-Čin narodi i Naga.
6. f) Lolo-burmanski narodi: od Lolo, Burmanski narodi, Naxi, Phula i Xiandao (srodni Achangima).
7. g) Meithei, Indija.
8. h) Mikir, Indija.
9. i) Sjevernoasamski narodi: Geman Deng i Darang Deng, Kina
10. j) Nung, Mianmar i Kina
11. k) Tangut-Qiang plemena, Kina.
12. l) Tujia, Kina.
13. m: Mru, 80,000 u Bangladešu.
14. n) zapadni Bodo: Dura, oko 5,000 u distriktu Lamjun u Nepalu, ostali u Indijaji i Bangladešu.
15. o) neklasificirani: Anu (Mianmar), Ayi (Kina), Hruso (Indija), Khamba (Indija), Lui (Mianmar), Palu (Mianmar), Pao (Indija), Sajalong (Indija), Zakhring ili Charumba (Indija).

## Vanjske poveznice
- Tibeto-Burman Peoples[neaktivna poveznica]